# Bosco Grande
Il Bosco Grande è un’area naturale protetta di proprietà del comune di Pavia.

## Storia e territorio
Il Bosco Grande si estende per una superficie di circa 22 ettari a sudovest della città e rappresenta uno degli ultimi residui di quella foresta planiziale che nelle epoche passate ricopriva interamente la Pianura Padana e di cui rimane un’importante testimonianza nel parco del Ticino. Come altre riserve naturali di pianura, la sua conservazione deriva dal fatto che fu una riserva di caccia: nel 1968 Giuseppe Negri, un imprenditore pavese attivo nel commercio del legname appassionato della natura, lasciò il parco in eredità al Comune (mentre nel 1967 aveva lasciato all’Università la vicina riserva naturale Bosco Siro Negri) affinché la riserva privata potesse essere conosciuta e fruita da tutti. Il parco contiene anche una cascina ottocentesca, posta a circa 500 metri dal corso del Ticino. Tra il 1977 e il 1981 il Comune ristrutturò interamente la cascina, nella quale si trovano oggi la biblioteca, uffici, una cucina e laboratori didattici; vi sono poi allevamenti didattici di galline, pecore e capre e un orto. Tra gli alberi da frutta sono poi stati allestiti tavoli, panchine e un’area a prato per i giochi dei bambini. Dal 1995 l’Associazione Amici dei Boschi (attiva educazione e didattica ambientale e di animazione naturalistica per bambini e ragazzi) collabora con il Comune, grazie a un’apposita convenzione, nella gestione del parco, organizzando con la collaborazione di naturalisti e animatori specializzati nell’educazione ambientale iniziative educative indirizzate a conoscere, anche attraverso il gioco, il mondo naturale.

## Fauna
La componente animale del Bosco Grande è particolarmente ricca e interessante. Numerose sono le specie di uccelli che nidificano tra le fronde degli alberi e nei cespugli del Bosco Grande; tra questi si annoverano: allocchi, capinere, civette, sparvieri, picchi, martin pescatore, usignoli, fagiani, germani reali, gallinelle d’acqua e molti altri. Diverse sono le specie di mammiferi che popolano il parco, tra le quali: pipistrelli, ghiri, moscardini, scoiattoli, ricci, lepri, tassi, volpi, donnole e cinghiali.

## Flora

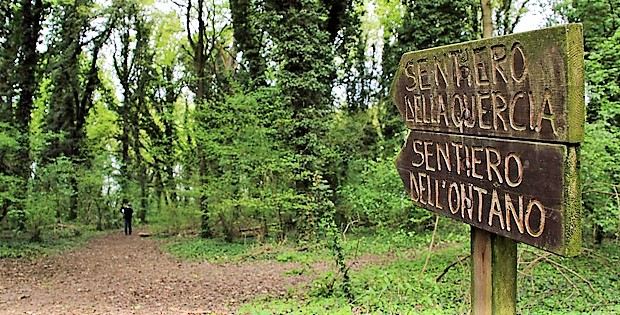
Alcuni dei sentieri all'interno del bosco.

Il Bosco Grande, insieme al complesso delle altre foreste planiziali della Valle del Ticino, rappresenta uno dei rarissimi esempi di vegetazione forestale della Pianura Padana con caratteristiche di buona naturalità, di ridottissimo disturbo antropico e rappresenta la fedele testimonianza di un antichissimo retaggio botanico naturalistico. L’altezza massima (per ora) degli alberi più alti è intorno ai 30 metri e pochi sono gli esemplari che superano 90/100 anni d’età. Le essenze più diffuse sono farnie, olmi, carpini e pioppi neri, mentre nelle aree più umide si trovano pioppi bianchi, ontani neri e salici bianchi. Discretamente diffusa è anche un’essenza non autoctona, la robinia. Molto ricco è anche lo strato arbustivo, che offre nutrimento e riparo a molti animali, si trovano infatti noccioli, biancospini, sambuco e pado, mentre lo strato erboso si caratterizza per la presenza, tra le altre essenze, di anemoni, dente di cane, equiseti, pervinca e viole. All’interno del bosco è stato creato un percorso didattico, arricchito da frecce segnaletiche e pannelli esplicativi, ma, per non guastare l’equilibrio naturale del luogo e la ricca fauna, è possibile accedervi solo in occasione della visite guidate.